# Valdemar Hansen (fodboldspiller)
 For alternative betydninger, se Valdemar Hansen. (Se også artikler, som begynder med Valdemar Hansen)
Jørn Valdemar Hansen (født 19. maj 1946 i Nysted) er en tidligere landsholdsspiller i fodbold (målmand).
Valdemar Hansen nåede at spille to halve A-landskampe for Danmark, begge gange kom han ind i sted for en skadet Mogens Therkildsen og i begge holdt han målet rent. Derudover spillede han fem ungdomslandsholdskampe for det danske U/19-landshold. Han deltog i OL i 1972, som blev afholdt i München uden at få spilletid. Han deltog med Frem i pokalfinalen i 1971 mod B.1909, som holdet tabte med 0-1.
Valdemar Hansen er uddannet maskinarbejder og arbejdede som sådan, indtil han blev politibetjent i 1968. Efter 17 år i Politiet forlod han etaten i 1985 og blev assurandør i Trekroner.